# Кауард, Ноэл
Сэр Но́эл Пирс Ка́уард (англ. Noël Peirce Coward; 16 декабря 1899 — 26 марта 1973) — английский драматург, композитор, режиссёр, актёр и певец.

## Биография
Ноэл Кауард родился 16 декабря 1899 года в Теддингтоне, в семье музыкантов. В 11 лет вышел на театральную сцену в составе труппы Ч. Хотри и приобрёл широкую известность как актёр-подросток. В 1918 году проходил службу в армии.
Первые пьесы Кауарда «Оставляю это на ваше усмотрение» (англ. I'll Leave It To You) и «Свежая мысль» (англ. The Young Idea) были поставлены в 1922 и 1924 годах, соответственно, но остались незамеченными. В обеих постановках главную роль сыграл сам автор.
Успех к нему пришёл в 1924 году с постановкой пьесы «Водоворот» (причём главную роль в этой пьесе Коуард опять-таки писал под себя). Молодой автор, если верить советскому журналу «Театр», ещё в 1920-е годы «поразил театральный мир блестящим умением обволакивать скелет пьесы лёгким слоем иронии».
В начале 1930-х годов за Кауардом закрепилась репутация одного из самых востребованных драматургов англоязычного мира. По его пьесам ставятся фильмы, ставшие классикой Голливуда. В период своего творческого расцвета Кауард сочиняет музыкальные пьесы и номера, а также оперетту Bittersweet и пьесу «Сенная лихорадка» (1925), которая была поставлена на многих сценах мира. Помимо драматических произведений, из-под пера Кауарда вышли повести и романы: «И пламя битв, и торжество побед» (1960) и «Хорошенькая Поли Барлоу» (1964).
Летом 1941 года в Лондоне дебютировала самая успешная пьеса Кауарда, «Неугомонный дух»; первая постановка выдержала 1997 представлений, установив национальный рекорд театрального долголетия (превзойдённый только в 1957 году «Мышеловкой» Агаты Кристи).
В начале Второй мировой войны Кауард руководил британским бюро пропаганды в Париже. По заданию секретных служб лоббировал в США решение о вступлении в войну против Германии. За патриотическую ленту «В котором мы служим» (1942), снятую в тандеме с Дэвидом Лином, Ноэл Кауард получил почётный «Оскар». В 1967 году был возведён в рыцарское достоинство. За год до этого выпустил книгу о своём кумире — Сомерсете Моэме.
Кауард был гомосексуалом. Его партнёр Грэм Пейн (1918—2005) впоследствии рассказал о годах, проведённых в гражданском браке с актёром, в своей автобиографии, «Моя жизнь с Ноэлом Кауардом» (1994). Умер Кауард на Ямайке 26 марта 1973 года; Пейн впоследствии превратил ямайское имение в неофициальный музей памяти Кауарда.
В 2006 году именем Ноэла Кауарда был назван один из лондонских театров.

## Творчество

### Пьесы
- 1919 — «Оставляю это на ваше усмотрение» (англ. I'll Leave It To You)
- 1921 — «Свежая мысль» (англ. The Young Idea)
- 1924 — «Водоворот» (англ. Vortex)
- 1925 — «Сенная лихорадка» (англ. Hay Fever)
- 1926—This was a Man.
- 1928 — «В это лето Господне» (англ. This Year of Grace)
- 1929 — «Горести и радости» (англ. Bitter Sweet)
- 1930 — «Пост Мортем» (англ. Post-Mortem)
- 1930 — «Частные жизни» (англ. Private Lives) (en)
- 1931 — «Кавалькада» (англ. Cavalcade) (en)
- 1932 — «Планы на жизнь» (англ. Design for Living) (en)
- 1941 — «Неугомонный дух» (англ. Blithe Spirit) (en)

Комедии «Сенная лихорадка», «Неугомонный дух» и «Частные жизни» до сих пор ставятся на театральных подмостках всего мира. К примеру, Саратовский академический театр драмы в 1996 г. поставил «Неугомонный дух», а Московский художественный театр им. А. П. Чехова в 2008 г. — «Сенную лихорадку».
В 1959 году Валентином Плучеком в Московском академическом театре Сатиры был поставлен спектакль «Обнажённая со скрипкой» по одноимённой комедии Куарда.

### Экранизации
- 1932 — Серенада трёх сердец / Design for Living (реж. Эрнст Любич, в главных ролях Гари Купер и Фредрик Марч)
- 1933 — Кавалькада / Cavalcade (реж. Фрэнк Ллойд, премия «Оскар» за лучший фильм).
- 1945 — Короткая встреча / Brief Encounter — экранизация одноимённой пьесы, Гран-при Каннского фестиваля 1946 года; реж. Дэвид Лин
- 1946 — Весёлое привидение / Blithe Spirit (en) — экранизация пьесы «Неугомонный дух», номинант на премию «Ретро-Хьюго» за лучшую постановку; реж. Дэвид Лин
- 1967 — Милая Полли / Pretty Polly (en) — сценарий Уилиса Холла (en) и Кейта Уотерхауса, по повести «Хорошенькая Полли Барлоу»; реж. Гай Грин
- 2021 — Бывшая с того света / Blithe Spirit (en) — экранизация пьесы «Неугомонный дух»; реж. Эдвард Холл.

### Актёр кино
- 1935 — Подлец — Энтони Меллер
- 1956 — Вокруг света за 80 дней — Хескет-Багготт
- 1959 — Наш человек в Гаване / Our Man in Havana — Ховард
- 1960 — / Surprise Package
- 1964 — / Paris — When It Sizzles
- 1964 — / Present Laughter
- 1964 — Водоворот / The Vortex
- 1965 — Банни Лейк исчезает / Bunny Lake Is Missing
- 1968 — Бум! / Boom!
- 1969 — Ограбление по-итальянски / The Italian Job